# SummerSlam
SummerSlam es un evento pago por visión de lucha libre profesional producido por la empresa estadounidense WWE (anteriormente conocida como World Wrestling Federation y World Wrestling Entertainment). Su primera edición fue en el año 1988 desde el Madison Square Garden.
El evento de pago por visión conocido  popularmente por su lema La fiesta más grande del verano (The Biggest Party of the Summer) es celebrado anualmente durante el mes de agosto, coincidiendo con la temporada de verano en los Estados Unidos, a excepción de su edición del año 2022 que fue celebrada en julio.
El evento es conocido como uno de los «Cuatro grandes de la WWE», junto a Royal Rumble, WrestleMania y Survivor Series, y a partir de octubre de 2021 es uno de los cinco mayores eventos del año de la compañía, junto con Money in the Bank. El nombre de Los Cuatro grandes se debe a que fueron los primeros eventos PPV de la empresa. Durante los últimos años el evento ha sido realizado en Los Ángeles, California. Es considerado el segundo evento más grande del año de la WWE después de WrestleMania.

## Historia general

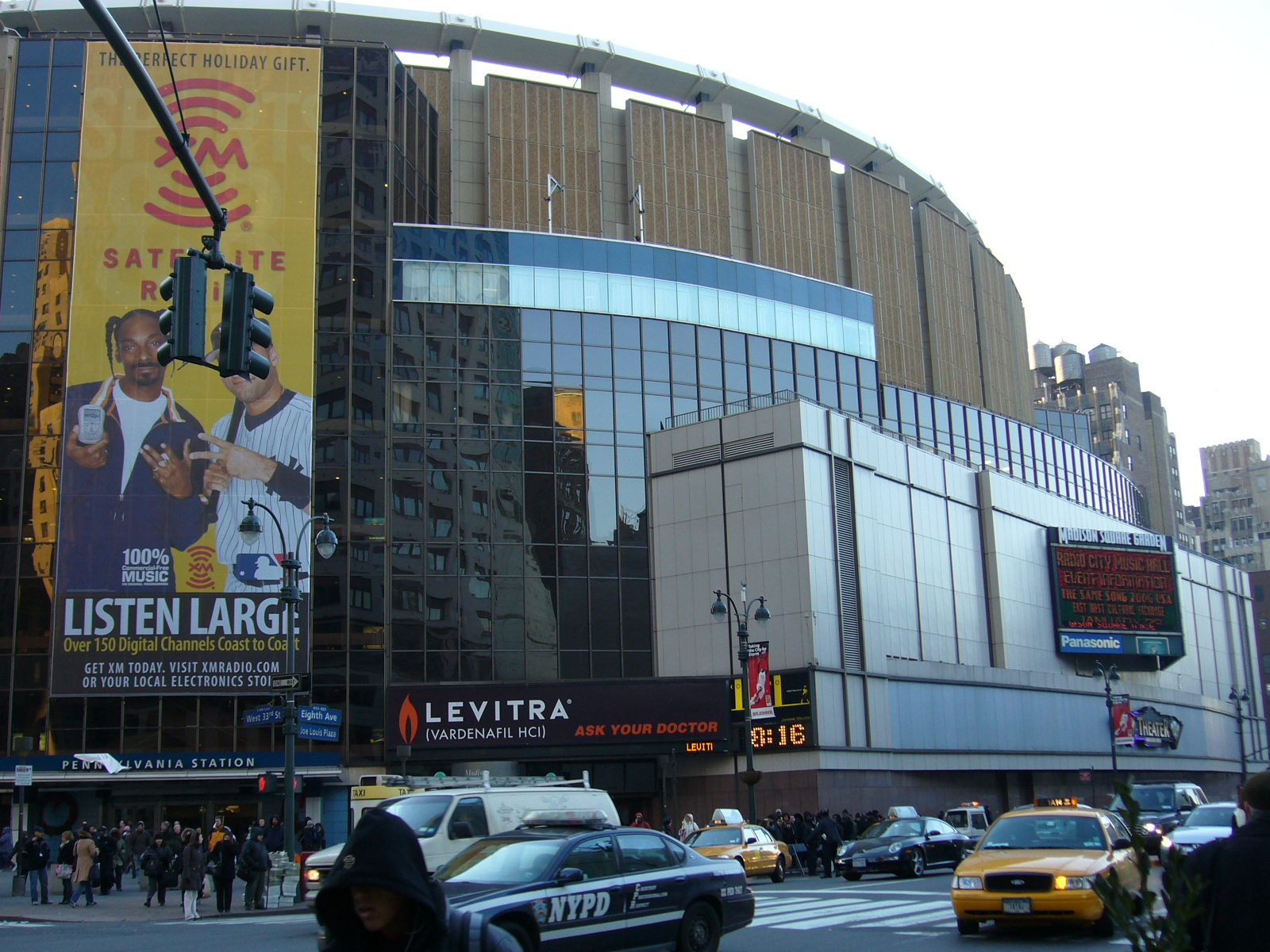
El evento se ha realizado en el Madison Square Garden en tres ocasiones.

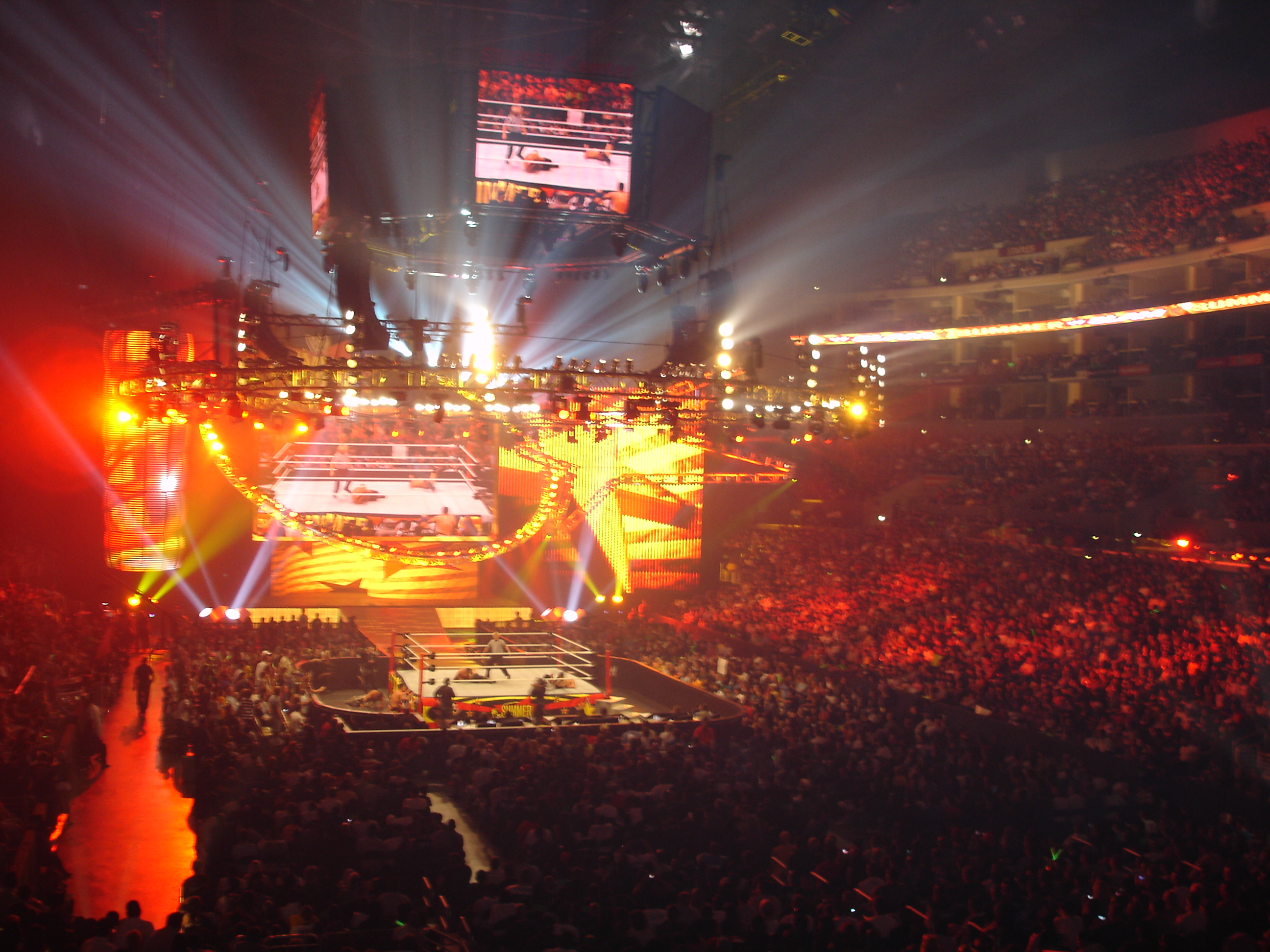
De 2009 a 2014 Summer Slam se ha realizado en el Staples Center.

Durante la década de 1980, Vince McMahon hizo de la World Wrestling Federation (WWF), la mejor empresa de lucha libre en Norteamérica, llevando a Jim Crockett Productions a la ruina. Jim Crockett respondió a la WWF creando un evento llamado Starrcade, que comenzó a emitirse en 1983. Después de WrestleMania III, la lucha libre profesional entró en su edad dorada, por lo que Vince creó el evento Survivor Series, que se emitió el mismo día que Starrcade '87. Después de derrotar a Crockett en los índices de audiencia, McMahon creó el Royal Rumble, un evento gratuito emitido en los Estados Unidos. Los eventos de WrestleMania IV y V lograron ser aún más exitosos, y Vince tuvo la idea de crear un evento para celebrar el verano, al que llamó SummerSlam. La WWF obtuvo tanta fama que Jim Rocket Productions cayó en bancarrota y tuvo que vender la empresa a Ted Turner, quien más tarde la renombraría World Championship Wrestling.
En 2002, la WWE instituyó una extensión de marcas, donde el plantel se dividió en dos bandos —SmackDown y Raw— haciendo los eventos exclusivos. Como resultado, SummerSlam, WrestleMania, Royal Rumble y Survivor Series eran los únicos eventos en los que podían competir las dos marcas. El evento de 2006 fue el primero en incorporar a la ECW.

## Historia de los eventos

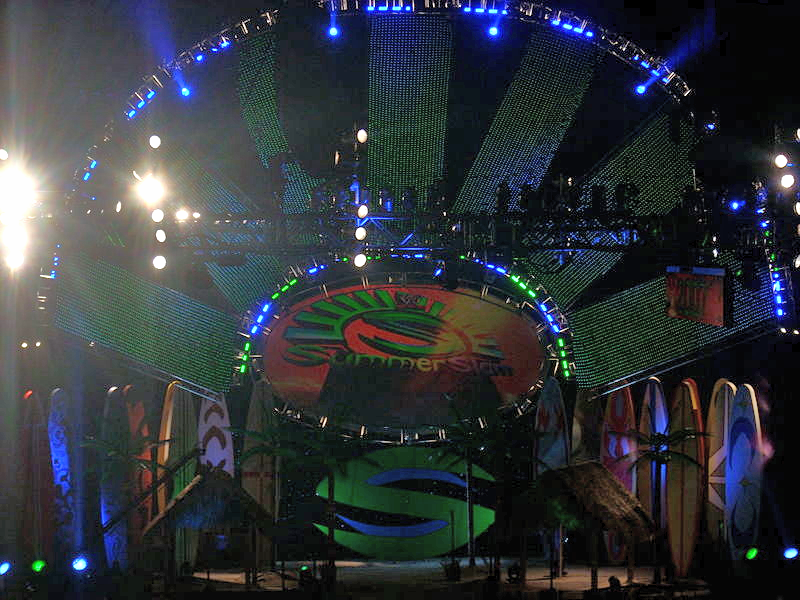
El SummerSlam tuvo lugar el 26 de agosto de 2007 en el Continental Airlines Arena en East Rutherford, Nueva Jersey.

El primer SummerSlam fue el 29 de agosto de 1988 desde el Madison Square Garden en Nueva York. Este evento contó con una lucha en parejas como evento principal, donde Hulk Hogan y «Macho Man» Randy Savage se enfrentaron a Ted DiBiase y André The Giant. La asistencia de público a la primera edición de este evento fue de 20.000 espectadores.
La edición de 1989 fue emitida desde el East Rutherford y contó con Hulk Hogan vs. Randy Savage en el evento principal de la noche. La edición del año siguiente fue la primera vez en que el Campeonato de la WWF/E fue defendido en este evento, en una lucha donde el campeón Ultimate Warrior se enfrentó a Rick Rude en una Steel Cage Matchy también cabe anotar que ese año fue el debut del legendario Undertaker en la WWE. La principal atracción de la edición del año 1991 fue la lucha en que Hulk Hogan y Ultimate Warrior formarían equipo para enfrentarse en una lucha en desventaja.
En 1992 se celebró la quinta edición del evento, en Londres, Inglaterra, el cual rompió el récord de asistencia, con 80.355 espectadores que llenaron el Estadio Wembley. Además fue el único que no fue transmitido en vivo; fue grabado el 29 de agosto y transmitido el 31 de agosto para los Estados Unidos. Dentro de sus atracciones se vio el combate entre The British Bulldog y Bret Hart por el Campeonato Intercontinental.
Las ediciones de 1993 y 1994 fueron transmitidas desde los estados de Míchigan e Illinois, respectivamente, promediando los 22.000 espectadores cada uno.
SummerSlam comenzó lentamente a perder importancia desde la edición de 1995, cuando la WWF implementó los eventos PPV mensuales, bajo la línea de In Your House. Las ediciones de 1996 y 1997 sufrieron una fuerte baja en ventas PPV debido a esta medida. Por otro lado, en la edición de 1997, Steve Austin se enfrentó a Owen Hart, en una lucha donde Austin sufrió una grave lesión en su cuello, que lo llevaría a un temprano retiró en el año 2003. A pesar de eso, un año después, en la edición de 1998, Austin se enfrentó a The Undertaker por el Campeonato de la WWF, lucha que le devolvió a SummerSlam su promedio habitual de compras en PPV.
Las ediciones de 1999 y 2000 son recordadas como unas de las ediciones más vendidas de todos los tiempos, debido a que durante ese período se desarrolla el considerado como el mejor período de la World Wrestling Federation, de la mano de superestrellas como Steve Austin, Triple H, The Rock y The Undertaker. SummerSlam 2001 fue la primera y única edición donde el Campeonato de la WCW fue defendido, y la edición del año siguiente fue la única en poseer una lucha por el Campeonato Indiscutido de la WWE.
Con la división de marcas en 2002, SummerSlam se convirtió en uno de los pocos eventos que contaban con las superestrellas de ambas marcas de la compañía (SmackDown! y RAW) y la edición de este año vio regresar a luchar a Shawn Michaels después de cuatro años de estar inactivo por una lesión. En 2003, SummerSlam sirvió de escenario para la segunda Cámara de Eliminación de la historia, en donde además fue la primera vez que el Campeonato Mundial Peso Pesado fue defendido en este evento.
En 2004, SummerSlam fue realizado en Toronto, Canadá, donde se coronó el entonces Campeón Mundial, cuando Randy Orton derrotó a Chris Benoit, ganando el Campeonato Mundial Peso Pesado. Las ediciones de 2005 y 2006 contaron con la participación especial de Hulk Hogan, quien derrotó a Shawn Michaels y Randy Orton, respectivamente, logrando alcanzar un invicto de 6-0. Además, la edición de 2006 fue la primera en incorporar a la marca ECW y tener una lucha por el Campeonato Mundial de la ECW.
SummerSlam 2007 estuvo marcada por los regresos de dos importantes superestrellas (Triple H y Rey Mysterio) quienes estuvieron gran parte del año inactivos por culpa de una lesión. La edición del vigésimo aniversario de SummerSlam tuvo dos combates importantes; el retorno de The Undertaker contra Edge y la lucha de Batista vs. John Cena. SummerSlam 2009 contó con el retorno de D-Generation X, CM Punk ganando el Campeonato Mundial Peso Pesado en una TLC de manos de Jeff Hardy y el sorpresivo retorno de The Undertaker.
En la vigesimotercera edición de SummerSlam estuvo marcada por el retorno imprevisto de The Undertaker al final de la lucha entre Rey Mysterio y Kane por Campeonato Mundial Peso Pesado y la lucha entre The Nexus y El Team WWE (Bret Hart, Chris Jericho, Edge, John Cena, John Morrison, R-Truth & Daniel Bryan) en una lucha de eliminación.
SummerSlam 2011 estuvo marcada por el evento estelar entre los dos campeones de la WWE, CM Punk y John Cena.
Joe DelGrosso, vicepresidente de ventas de la WWE, mencionó en una conferencia de prensa este 26 de enero, que hay planes para que el SummerSlam tenga a la ciudad de Los Ángeles como sede fija cada año, la cercanía de las celebridades de Hollywood sería una de las razones de la decisión, junto con la popularidad de la empresa en la región. SummerSlam 2012 fue estelarizada por la lucha entre Triple H y Brock Lesnar siendo lo anunciado como The perfect Storm.

## Fechas y lugares de SummerSlam
| Evento            | Fecha                | Lugar                         | Estadio                    | Asistencia | Evento principal                                                                          |
| ----------------- | -------------------- | ----------------------------- | -------------------------- | ---------- | ----------------------------------------------------------------------------------------- |
| SummerSlam (1988) | 27 de agosto de 1988 | Nueva York, Nueva York        | Madison Square Garden      | 20.000     | The Mega Powers vs. The Mega Bucks                                                        |
| SummerSlam (1989) | 28 de agosto de 1989 | East Rutherford, Nueva Jersey | Meadowlands Arena          | 20.000     | Hulk Hogan & Brutus Beefcake vs. Randy Savage & Zeus                                      |
| SummerSlam (1990) | 27 de agosto de 1990 | Filadelfia, Pensilvania       | The Spectrum               | 19.304     | The Ultimate Warrior vs. Rick Rude                                                        |
| SummerSlam (1991) | 26 de agosto de 1991 | Nueva York, Nueva York        | Madison Square Garden      | 20.000     | Sgt. Slaughter, Col. Mustafa & General Adnan vs. Hulk Hogan & The Ultimate Warrior        |
| SummerSlam (1992) | 29 de agosto de 1992 | Londres, Reino Unido          | Estadio de Wembley         | 80.355     | Bret Hart vs. The British Bulldog                                                         |
| SummerSlam (1993) | 30 de agosto de 1993 | Auburn Hills, Míchigan        | The Palace of Auburn Hills | 23.954     | Yokozuna vs. Lex Luger                                                                    |
| SummerSlam (1994) | 29 de agosto de 1994 | Chicago, Illinois             | United Center              | 23.000     | The Undertaker vs. The Undertaker                                                         |
| SummerSlam (1995) | 27 de agosto de 1995 | Pittsburgh, Pensilvania       | Civic Arena                | 18.062     | Diesel vs. King Mabel                                                                     |
| SummerSlam (1996) | 18 de agosto de 1996 | Cleveland, Ohio               | Quicken Loans Arena        | 17.000     | Shawn Michaels vs. Vader                                                                  |
| SummerSlam (1997) | 3 de agosto de 1997  | East Rutherford, Nueva Jersey | Continental Airlines Arena | 20.213     | The Undertaker vs. Bret Hart                                                              |
| SummerSlam (1998) | 30 de agosto de 1998 | Nueva York, Nueva York        | Madison Square Garden      | 21.588     | Stone Cold Steve Austin vs. The Undertaker                                                |
| SummerSlam (1999) | 22 de agosto de 1999 | Minneapolis, Minnesota        | Target Center              | 17.370     | Stone Cold Steve Austin vs. Triple H vs. Mankind                                          |
| SummerSlam (2000) | 27 de agosto de 2000 | Raleigh, Carolina del Norte   | RBC Center                 | 18.000     | The Rock vs. Triple H vs. Kurt Angle                                                      |
| SummerSlam (2001) | 19 de agosto de 2001 | San José, California          | Compaq Center              | 15.293     | The Rock vs. Booker T                                                                     |
| SummerSlam (2002) | 25 de agosto de 2002 | Uniondale, Nueva York         | Nassau Coliseum            | 14.797     | The Rock vs. Brock Lesnar                                                                 |
| SummerSlam (2003) | 24 de agosto de 2003 | Phoenix, Arizona              | America West Arena         | 16.113     | Triple H vs. Goldberg vs. Chris Jericho vs. Randy Orton vs. Kevin Nash vs. Shawn Michaels |
| SummerSlam (2004) | 15 de agosto de 2004 | Toronto, Canadá               | Air Canada Center          | 17.640     | Chris Benoit vs. Randy Orton                                                              |
| SummerSlam (2005) | 21 de agosto de 2005 | Washington D. C.              | MCI Center                 | 18.156     | Hulk Hogan vs. Shawn Michaels                                                             |
| SummerSlam (2006) | 20 de agosto de 2006 | Boston, Massachusetts         | TD Banknorth Garden        | 16.168     | Edge vs. John Cena                                                                        |
| SummerSlam (2007) | 26 de agosto de 2007 | East Rutherford, Nueva Jersey | Continental Airlines Arena | 17.441     | John Cena vs. Randy Orton                                                                 |
| SummerSlam (2008) | 17 de agosto de 2008 | Indianápolis, Indiana         | Conseco Fieldhouse         | 15.977     | The Undertaker vs. Edge                                                                   |
| SummerSlam (2009) | 23 de agosto de 2009 | Los Ángeles, California       | Staples Center             | 14.116     | Jeff Hardy vs. CM Punk                                                                    |
| SummerSlam (2010) | 15 de agosto de 2010 | Los Ángeles, California       | Staples Center             | 17.463     | Team WWE vs. The Nexus                                                                    |
| SummerSlam (2011) | 14 de agosto de 2011 | Los Ángeles, California       | Staples Center             | 17.404     | John Cena vs. CM Punk                                                                     |
| SummerSlam (2012) | 19 de agosto de 2012 | Los Ángeles, California       | Staples Center             | 14.205     | Brock Lesnar vs. Triple H                                                                 |
| SummerSlam (2013) | 18 de agosto de 2013 | Los Ángeles, California       | Staples Center             | 17.739     | John Cena vs. Daniel Bryan                                                                |
| SummerSlam (2014) | 17 de agosto de 2014 | Los Ángeles, California       | Staples Center             | 17.357     | John Cena vs. Brock Lesnar                                                                |
| SummerSlam (2015) | 23 de agosto de 2015 | Brooklyn, Nueva York          | Barclays Center            | 15.702     | Brock Lesnar vs. The Undertaker                                                           |
| SummerSlam (2016) | 21 de agosto de 2016 | Brooklyn, Nueva York          | Barclays Center            | 15.974     | Brock Lesnar vs. Randy Orton                                                              |
| SummerSlam (2017) | 20 de agosto de 2017 | Brooklyn, Nueva York          | Barclays Center            | 16.128     | Brock Lesnar vs. Samoa Joe vs. Roman Reigns vs. Braun Strowman                            |
| SummerSlam (2018) | 19 de agosto de 2018 | Brooklyn, Nueva York          | Barclays Center            | 16.169     | Brock Lesnar vs. Roman Reigns                                                             |
| SummerSlam (2019) | 11 de agosto de 2019 | Toronto, Canadá               | Air Canada Centre          | 16.904     | Brock Lesnar vs. Seth Rollins                                                             |
| SummerSlam (2020) | 23 de agosto de 2020 | Orlando, Florida              | Amway Center               | 0          | Braun Strowman vs. Bray Wyatt                                                             |
| SummerSlam (2021) | 21 de agosto de 2021 | Paradise, Nevada              | Allegiant Stadium          | 51.326     | Roman Reigns vs. John Cena                                                                |
| SummerSlam (2022) | 30 de julio de 2022  | Nashville, Tennessee          | Nissan Stadium             | 48.489     | Roman Reigns vs. Brock Lesnar                                                             |
| SummerSlam (2023) | 5 de agosto de 2023  | Detroit, Míchigan             | Ford Field                 | 59.194     | Roman Reigns vs. Jey Uso                                                                  |
| SummerSlam (2024) | 3 de agosto de 2024  | Cleveland, Ohio               | Cleveland Browns Stadium   | 57,791     | Cody Rhodes vs Solo Sikoa                                                                 |
| SummerSlam (2025) | 2 de agosto de 2025  | East Rutherford, Nueva Jersey | MetLife Stadium            | TBA        | TBA                                                                                       |
| SummerSlam (2025) | 3 de agosto de 2025  | East Rutherford, Nueva Jersey | MetLife Stadium            | TBA        | TBA                                                                                       |
| SummerSlam (2026) | 1 de agosto de 2026  | Minneapolis, Minnesota        | U.S. Bank Stadium          | TBA        | TBA                                                                                       |
| SummerSlam (2026) | 2 de agosto de 2026  | Minneapolis, Minnesota        | U.S. Bank Stadium          | TBA        | TBA                                                                                       |

## Estadísticas
- The Undertaker y Randy Orton son los luchadores con mayor número de apariciones en SummerSlam, con 16 cada uno.

- Edge ostenta el mayor récord de victorias de la historia de SummerSlam con 12.

- Becky Lynch y Charlotte Flair son las luchadoras con mayor número de apariciones en SummerSlam con 6 cada una.

- Charlotte Flair es la luchadora más ganadora en SummerSlam, con 5 victorias.

- Nueva York es el estado que más veces ha albergado el evento con 8 veces.

- SummerSlam 1992 fue la edición con mayor asistencia, con un aforo de 80,335 espectadores en el Estadio de Wembley de Londres. En cambio, el SummerSlam 2009 tuvo la menor cantidad de asistencia, con 14 116 espectadores en el Staples Center de Los Ángeles. Por otra parte, SummerSlam 2020 fue la primera y única edición que no contó con público presente, debido a la pandemia de COVID-19.

- Brock Lesnar es el luchador que más veces ha estelarizado un evento principal en SummerSlam, con 9 combates.

- Brock Lesnar es el único luchador en protagonizar más eventos principales consecutivos en SummerSlam con 6, siendo las ediciones de 2014, 2015, 2016, 2017, 2018 y 2019.

- De los 50 luchadores que han aparecido en el evento principal de SummerSlam, solo nueve de ellos no fueron estadounidenses: Cuatro canadienses (Bret Hart, Edge, Chris Jericho y Chris Benoit), dos británicos (Davey Boy Smith y Wade Barrett), un francés (André the Giant), un iraní (The Iron Sheik) y un sudafricano (Justin Gabriel).

- John Cena es el que más apariciones consecutivas tiene en SummerSlam con 14, desde 2004 hasta 2017.

- John Cena es el que más veces ha luchado por un título mundial en SummerSlam con 9 ocasiones, todas por el Campeonato de WWE.

- Roman Reigns es el único luchador en defender un mismo título (el Campeonato Universal de la WWE) en el evento principal durante tres ediciones consecutivas de SummerSlam sin perder el título en ese lapso de tiempo.

- Hulk Hogan es el luchador invicto en SummerSlam, con 6 victorias.

- SummeSlam es el gran evento fuera de Money in the Bank donde más canjes se han dado, con tres. El primero en hacer efectivo su canje de maletín en este evento fue Alberto Del Rio en la edición 2011 al capturar el Campeonato de WWE, el segundo fue Randy Orton en la edición 2013 por el mismo campeonato y la tercera fue Iyo Sky en la edición 2023 al ganar el Campeonato Femenino de WWE.